# Función de utilidad
Una función de utilidad es una función real que mide la "satisfacción" o "utilidad" obtenida por un consumidor cuando disfruta vía consumo de cierta cantidad de bienes. 
Matemáticamente puede demostrarse que si es posible modelizar la conducta de un consumidor perfectamente racional mediante funciones de utilidad convexa, entonces esta conducta puede resumirse mediante una curva de demanda decreciente. Más sencillamente, si existe una función de utilidad para el consumidor racional y se dan unos supuestos matemáticamente razonables entonces existe una "curva de demanda".

## Introducción
Dada una economía en que un consumidor puede adquirir n mercancías diferentes (las cuales se suponen infinitamente divisibles o altamente divisibles), la función de utilidad se define como:

{\displaystyle f_{U}:{\mathbb {R} ^{+}}^{n}\to \mathbb {R} ^{+},\quad (Q_{1},\dots ,Q_{n})\mapsto U=f_{U}(Q_{1},\dots ,Q_{n})}

Donde:
{\displaystyle Q_{i}\,} se interpreta como la cantidad disponible del bien i-ésimo.
{\displaystyle U\,} se interpreta como la utilidad total de una cierta combinación de bienes.
Algunas propiedades usualmente requeridas son:
1. Diferenciabilidad, usualmente se supone que la función anterior es no solo continua sino también diferenciable.
2. Monotonicidad {\displaystyle f_{U}(Q_{1},\dots ,Q_{i},\dots ,Q_{n})\leq f_{U}(Q_{1},\dots ,{Q'}_{i},\dots ,Q_{n})} si {\displaystyle Q_{i}\leq {Q'}_{i}}. Si la función es monótona creciente entonces todas las derivadas parciales serán positivas o cero.
3. Convexidad, si la función es convexa esto implicará que las derivadas parciales segundas no mixtas serán no negativas.

La condición (1) es mera conveniencia matemática, la condición (2) es importante debe ser satisfecha por toda función de utilidad, mientras que la condición (3) tiene que ver con el principio de utilidad marginal decreciente.

## Preferencias del consumidor
La función de utilidad aun siendo un concepto altamente abstracto, y aparentemente axiomática, su existencia puede derivarse de supuestos aún más básicos. Para deducir la existencia de una función de utilidad se introducen los siguientes supuestos sobre las preferencias de cualquier consumidor:
1. Completitud. Para cualquier vector de bienes {\displaystyle \scriptstyle \mathbf {q} _{1}} y {\displaystyle \scriptstyle \mathbf {q} _{2}} el consumidor tiene preferencia definida, es decir, o bien {\displaystyle \scriptstyle \mathbf {q} _{1}\preceq \mathbf {q} _{2}} (prefiere {\displaystyle \scriptstyle \mathbf {q} _{2}} a {\displaystyle \scriptstyle \mathbf {q} _{1}}) o bien {\displaystyle \scriptstyle \mathbf {q} _{2}\preceq \mathbf {q} _{1}} (prefiere {\displaystyle \scriptstyle \mathbf {q} _{1}} a {\displaystyle \scriptstyle \mathbf {q} _{2}}).
2. Reflexividad. Para todo {\displaystyle \scriptstyle \mathbf {q} } se cumple que {\displaystyle \scriptstyle \mathbf {q} \preceq \mathbf {q} }.
3. Transitividad. Cualquier {\displaystyle \scriptstyle \mathbf {q} _{1}}, {\displaystyle \scriptstyle \mathbf {q} _{2}} y {\displaystyle \scriptstyle \mathbf {q} _{3}} tales que {\displaystyle \scriptstyle \mathbf {q} _{1}\preceq \mathbf {q} _{2}} y {\displaystyle \scriptstyle \mathbf {q} _{2}\preceq \mathbf {q} _{3}}, cumplirán que {\displaystyle \scriptstyle \mathbf {q} _{1}\preceq \mathbf {q} _{3}}.
4. Continuidad. Esta condición se puede expresar de muchas formas una matemáticamente conveniente es decir que los conjuntos {\displaystyle \scriptstyle \{\mathbf {q} |\mathbf {q} \preceq \mathbf {q} _{0}\}} y {\displaystyle \scriptstyle \{\mathbf {q} |\mathbf {q} _{0}\preceq \mathbf {q} \}} son conjuntos cerrados.
5. No Saturación. Dado un plan de consumo siempre habrá otro plan de consumo mejor y preferido al anterior.

Puede probarse el siguiente teorema:
Dado un consumidor cuyas preferencias sean completas, reflexivas, transitivas y monótonas en sentido fuerte, existe una función de utilidad continua {\displaystyle \scriptstyle f_{U}:\ {\mathbb {R} ^{+}}^{n}\to \mathbb {R} } que representa esas preferencias. Además, si a estos supuestos le añadimos el axioma de independencia (independencia de alternativas irrelevantes), entonces, podremos asegurar que dicha función de utilidad tendrá forma de utilidad esperada.